# Галобактерії
Галобакте́рії (Halobacteriaceae) — родина архей, єдина родина у своєму класі (Halobacteria).
Галобактерії живуть у середовищах з високою концентрацією солей. Екстремально галофільні форми галобактерій відносять до родів Halobacterium і Halococcus (15-32% NaCl), менш галофільні - до родів Haloarcula, Natronobacterium, Natronococcus (5-20% NaCl). За рахунок специфічного пігмент-білкового комплексу бактеріородопсина здатні до здійснення особливого типу фотосинтезу. Вільно живучі сапрофіти. Звичні у солоних водоймах. Можуть зустрічатися в солоній рибі і інших продуктах.